# Jasmine Crockett
Jasmine Felicia Crockett (Saint Louis, Missouri, Amerikai Egyesült Államok, 1981. március 29. – ) amerikai demokrata politikus, 2023 óta Texas állam 30. választókerületének képviselője az Egyesült Államok kongresszusának alsóházában.

## Életpályája
Édesapja tanár és pap, édesanyja pedig közszolgálati beosztott. Érettségijét a Mary Institute and Saint Louis Country Day School-ban tette le. A Tennessee állambeli Rhodes College-ba járt, itt üzleti adminisztráció szakon diplomázott 2003-ban. Miután saját szemével tapasztalta az őt körülvevő nagymértékű diszkriminációt, úgy döntött, karriert vált, és a Houstoni Egyetemen folytatta tanulmányait, itt szerezte meg Crockett a jogi diplomáját 2009-ben.
Texasban, Arkansas-ban, valamint a szövetségi bíróságokon jogosult jogászként dolgozni. Ügyvédként kezdett dolgozni, először polgárjogi ügyvédként, majd három évig Bowie megye kirendelt védőügyvédeként tevékenykedett.
Ezután megalapította saját ügyvédi irodáját, mely polgárjogokkal, bűnügyi védelemmel és személyes sérülésekkel ügyködik. Az iroda több Black Lives Matter tüntető jogi ügyével is foglalkozott ingyenesen. 
2020-ban fordult a politika felé, Texas állam kongresszusának 100. választókerületének képviselőségéért indult. Az előválasztáson sikerült legyőznie hivatalban lévő párttársát, kevesebb, mint száz szavazat különbséggel ő lett a demokrata jelölt, az általános választást pedig könnyedén megnyerte, hiszen nem volt republikánus kihívója. A kongresszus alsóházában ő számított a legbaloldalibb képviselőnek, valamint több, mint 60 törvényjavaslatot terjesztett elő, bár egyik sem vált törvénnyé.
Texas-i képviselőként főként a szavazójogok és az abortuszjogok védelmére koncentrált, továbbá alapító tagja volt a Texas-i Progresszív Kaukusznak. 2021-ben több, mint 50 demokrata képviselőjével elhagyták az államot, ezzel bojkottálni próbálták a törvényhozást a Texas-i alsóházban, ezzel a szavazójogok korlátozása ellen igyekeztek tüntetni.
2022-ben Texas 30. választókörzetének képviselőségéért indult a szövetségi kongresszusban. Az előválasztás mindkét fordulóját megnyerte pártja többi jelöltje ellen, majd az általános választáson is győzött, a szavazatok 75 százalékát megszerezve a republikánus jelölt, James Rodgers ellen.

## Politikája
Crockett politikája progresszív, tagja a Kongresszus Progresszív Kaukuszának. Hisz abban, hogy az egészségügy emberi jog, a reproduktív jogokkal együtt. Támogatja a minimálbér emelését, a szavazójogok, az igazságszolgáltatás, a bevándorlás és az állami oktatás reformját. Kiáll az LMBT+ közösség és a környezet védelméért.